# NoCiudadanos
NoCiudadanos es una banda de punk rock chilena nacida a comienzos de la década del 2000, en los suburbios de Santiago, Chile, formada en un principio por Raúl "Baktrik" Ramos, Jaime Mena y Felipe Correa.

## Historia
La historia de NoCiudadanos parte como la de la mayoría de las bandas de rock. Cuando terminaron su etapa escolar, más que ansiar un lugar en alguna universidad o un "atractivo" empleo, el deseo de hacer música era su mayor anhelo y aspiración... Hablamos de la fines de la década del 90,  por ese entonces se dedicaban a interpretar temas de bandas como Ramones, Nirvana, Sepultura y los nacionales Anarkía, entre otros. 
Las primeras actuaciones no tardarían en llegar, y ya en 1997 se presentaban con éxito en algunos lugares del circuito capitalino, como por ejemplo la USACH. Actuaciones en las que el sistema de amplificación se vino al suelo por el alto volumen, servían para definir lo que sería la actitud y la puesta en escena de una banda. 
En sus inicios fue un trío formado por Raúl Ramos en voz y guitarra, Felipe Correa en bajo y voz y Jaime Mena en batería. Sin embargo, a los pocos meses de iniciar el recorrido, NoCiudadanos se separaba, pero la idea se mantenía latente pues en el invierno de 1999, Raúl invitaba a su amigo Felipe Tapia -hasta ese entonces baterista de una banda metal- a tocar algunos temas. Paralelamente Jaime Correa se reunía con su primo Alejandro Valenzuela a ensayar algunos temas que habían sido guardados en la memoria casi un año atrás. 
Al comenzar la primavera del 99, se realizó el primer ensayo de la nueva formación de NoCiudadanos. Así, sólo dos meses más tarde registraron su primer demo "Colapso", que consistía en la grabación de uno de los ensayos del grupo y que fue realizado de manera completamente artesanal. Con un tiraje de quinientas copias, le permitió a la banda darse a conocer en el under santiaguino, obteniendo una favorable acogida. Un año más tarde, el camino de NoCiudadanos seguiría completándose, pues en el 2000 grabaron, de manera profesional, lo que sería su primer EP de 9 temas titulado "A Clonar". Esta placa, con un tiraje de mil copias, los situó un peldaño más arriba en su recorrido musical llevándolos a compartir escenario con las más variadas bandas. 
Es en estos recitales en donde su puesta en escena se hizo conocida por su bombardeo de acoples, gritos y velocidad, así el nombre de NoCiudadanos se hizo cada vez más recurrente en la mente de los capitalinos. A mediados del 2002 la banda se ve obligada a tomar un receso reencontrándose en el verano del 2003 y de vuelta al formato de trío tras la partida de Alejandro Valenzuela; editan un nuevo e.p. bajo la producción musical de Gustavo Labrín de Glup! (actualmente voz/guitarra Tronic) con dos tema inéditos y uno en vivo más un video, el cual consigue alta rotación en canales de cable locales; mientras en el 2005 se concentran en la producción de un larga duración, a su vez, participan en diversos proyectos paralelos como compositores, productores o músicos invitados (Tronic, Gufy, Espartaco, Daniela Aleuy); editan "Contenidos Explícitos" a través de la etiqueta local “Escarabajo” y distribuido por la multinacional “EMI”, su más reciente entrega. Con éste logran consolidarse como trío, permeando espacios no contemplados antes para su música, un sonido y discurso que, nacido desde el zócalo de la escena nacional siempre ha alimentado su arriesgada esencia, que aunque no sea claramente clasificable, se impone con potentes shows y discurso auténtico. Maduros en lo musical, criados en la vieja escuela, llamando la atención de una nueva generación de seguidores y presentando un material que ha terminado su gestación entre Chile y México, ecuaciones que, en definitiva, apuntan a un resultado auditivamente energético y placentero.

## Miembros
- Raúl "Baktrik" Ramos - Voz y guitarra (1999 - presente)
- Felipe Tapia - Batería (2000 - presente)

### Miembros Anteriores
- Jaime Mena - Batería (1999 - 2000)
- Alejandro Valenzuela - Guitarra (2000 - 2003)
- Felipe Correa - Bajo (1999 - 2008)
- Sebastián Castro - guitarra (2006 - 2008)
- Chuby - guitarra eléctrica (2010 - 2011)
  - Rigo Vizcarra - bajo (2011 - 2012)

## Discografía

### Álbumes De Estudio
| Fecha de lanzamiento | Título                      | Discográfica         |
| -------------------- | --------------------------- | -------------------- |
| diciembre de 1999    | Colapso                     | Independiente        |
| diciembre de 2000    | A Clonar                    | Mammut Records / CFA |
| abril de 2003        | Flotar e.p.                 | Independiente        |
| diciembre de 2006    | Contenidos Explícitos       | Escarabajo / EMI     |
| noviembre de 2011    | Pasado de peso / single     | Independiente        |
| agosto de 2012       | El Peso del Pasado / single | Independiente        |